# Quý bà Macbeth của quận Mtsensk (ca kịch)
Quý bà Macbeth của quận Mtsensk, Op.29 (tiếng Nga: Леди Макбет Мценского уезда, phiên âm là Ledi Makbet Mtsenskogo Uyezda, hay còn có cái tên là Katerina Izmaylova (tiếng Nga: Катерина Измайлова) là vở opera của nhà soạn nhạc người Nga Dmitri Shostakovich. Vở opera này gồm 4 màn, được sáng tác trong khoảng thời gian 1930-1932. Người viết lời cho tác phẩm này là chính nhà soạn nhạc và Alexander Preis dựạ theo cuốn tiểu thuyết Quý bà Macbeth của quận Mtsensk của nhà văn Nga Nikolai Leskov. Tác phẩm trình diễn lần đầu tiên vào năm 1934, được 2 năm thì đình chỉ do những mâu thuẫn với Joseph Stalin. Tác phẩm chỉ trở lại vào năm 1962, chín năm sau khi Stalin qua đời. Lúc này, Shostakovich đã biên soạn lại vở opera và có cái tên mới là Katerina Izmaylova. Vở opera trở lại đã gây nên ấn tượng cho nền âm nhạc Xô viết. Sau đó, tác phẩm được trình diễn không chỉ ở Nga mà còn ở nhiều quốc gia khác. Tác phẩm nói về một người phụ nữ trước Cách mạng tháng Mười Nga năm 1917. Tác phẩm thể hiện phong cách đa dạng của Shostakovich, như phong cách Tân-Cổ điển (thể hiện ảnh hưởng của Stravinsky) và Trụ-lãng mạn (sau Gustav Mahler).